# 윌리엄 허긴스

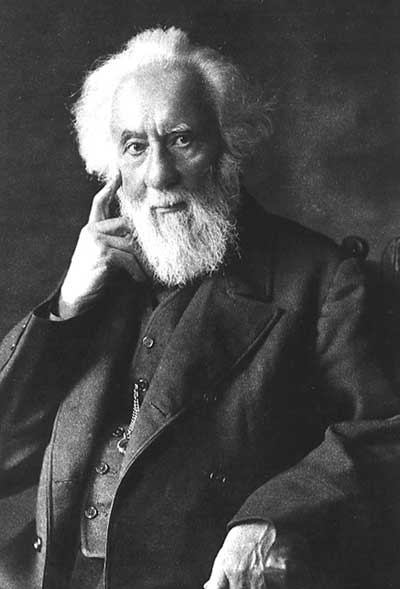
윌리엄 허긴스 (1910년)

윌리엄 허긴스 경(영어: Sir William Huggins, OM, KCB, FRS, 1824년 2월 7일 ~ 1910년 5월 12일)은 영국의 천문학자이다. 런던에서 태어났다. 어릴 때부터 천문학에 흥미를 보였고, 후에 런던에다 사설 천문대를 세워서 천체의 스펙트럼을 연구하였다. 후에 분광기를 발명하고 항성의 스펙트럼 분석으로 항성이 나트륨·칼슘·철·수소 등의 원소를 가지고 있다는 사실을 발견하였다.

## 서훈
- 1897년 바스 훈장 2등급(KCB, 작위급 훈장)
- 1902년 메리트 훈장(OM)

## 같이 보기
- 행성상성운

## 참고 자료
- 이 문서에는 다음커뮤니케이션(현 카카오)에서 GFDL 또는 CC-SA 라이선스로 배포한 글로벌 세계대백과사전의 내용을 기초로 작성된 글이 포함되어 있습니다.